# Heinz Dürrbeck
Heinz Dürrbeck (* 20. Juni 1912 in Stuttgart-Cannstatt; † 21. November 2001 in Budapest) war Gewerkschafter und von 1954 bis 1977 geschäftsführendes Vorstandsmitglied der IG Metall.

## Leben
Heinz Dürrbeck wuchs in Hannover-Linden in einem Arbeiterviertel auf. Nach einer Lehre absolvierte er anschließend ein Studium der Elektrotechnik.  Er arbeitete zunächst in der Elektroabteilung bei der DeFaKa. Nach einer Anstellung in einem Ingenieurbüro der AEG in Hannover schaffte  er den beruflichen Aufstieg bei der AEG in Braunschweig. Nach 1945 engagierte er sich dort im Betriebsrat und in der IG Metall. Er kam 1954 in den Hauptvorstand der IG Metall und war zuständig für Angestelltenarbeit und in der Zeit von 1962 bis 1972 auch für die gewerkschaftliche Bildungsarbeit. Unter seiner Verantwortung wurde z. B. das Bildungszentrum der IG Metall in Sprockhövel (Nordrhein-Westfalen) realisiert, die bis 2011 größte Bildungsstätte der deutschen Gewerkschaften. Mit der Ausbildung betrieblicher Bildungsobleute – jeder Betrieb ab 100 Beschäftigte sollte über einen Bildungsobmann verfügen – versuchte die Abteilung Bildung unter Heinz Dürrbeck die Vertrauensleutearbeit der IG Metall zu stärken und griff damit zugleich in das latente Konflikt- und Spannungsfeld zwischen gewerkschaftlichen Vertrauensleuten, Betriebsräten und Arbeitsdirektoren ein. Heinz Dürrbeck gehörte unter den Vorsitzenden Otto Brenner und Eugen Loderer zum linken Flügel der IG Metall.
Zweimal, 1975 und 1994, wurde er wegen angeblicher nachrichtendienstlicher Tätigkeit für das Ministerium für Staatssicherheit der DDR angeklagt. 1979 entzog er sich dem drohenden ersten Prozess durch Flucht nach Italien und Ungarn. Das zweite Verfahren – im Zusammenhang mit der Entführung des IG Metall-Redakteurs Heinz Brandt im Jahr 1961 von West- nach Ost-Berlin – wurde, ebenso wie das erste, ohne Hauptverhandlung eingestellt.
Er war Mitglied der Förderergesellschaft zur Unterstützung des SDS.
Seine Schwägerin war die Widerstandskämpferin und KPD-Landtagsabgeordnete Herta Dürrbeck.
Bei der Urnenbeisetzung in Frankfurt am Main sprachen der Vorsitzende der IG Metall Klaus Zwickel und das ehemalige Vorstandsmitglied Georg Benz. Unter den Trauergästen waren viele Hauptvorstandsmitglieder und die Vertreter der Gewerkschaftsschule in Sprockhövel.
Für die Rehabilitierung von Heinz Dürrbeck haben sich besonders die Gewerkschafterin Edith Grosspietsch, die Ehefrau von Jürgen Peters und das frühere Vorstandsmitglied der IG Metall Georg Benz eingesetzt und dazu ein Buch herausgegeben.

## Veröffentlichungen
- Der goldene Käfig – IG-Metall zu aktuellen Fragen der AT-Angestellten, Information der IG-Metall, Frankfurt 1976
- Recht statt Gunst und Gnade –  Die Angestellten heute, ihre Interessen u. Probleme, Frankfurt  1969
- Die Verantwortung des Technikers in unserer hochtechnisierten Welt, Referat, Frankfurt 1967